# Paul Adderley
Paul Lawrence Adderley (Nasáu, 15 de agosto de 1928-19 de septiembre de 2012) fue un político y abogado bahameño. Fue el Fiscal General más longevo del siglo XX en la historia de las Bahamas, con el duró 17 años.

## Carrera
Adderley fue miembro fundador del Partido Liberal Progresista (PLP) de Lynden Oscar Pindling. De todas maneras, Adderley dejaría el PLP en 1965 para unirse al Partido Nacional de Desarrollo (NDP). VOlvería al PLP un poco antes de que las Bahamas consiguiera la independencia de los Estados Unidos en 1973.
El 1 de marzo de 1973, fue nombrado Ministro de Asuntos Exteriores y el 10 de julio de 1973 se convirtió en el primer Fiscal general del país, cargo que ostentaría durante 17 años. Adderley sirvió a las órdenes del Ministro de Finanzas de 1990 a 1992.
Adderley tuvo el cargo de Gobernador General de la Commonwealth de las Bahamas del 1 de diciembre de 2005 hasta el 1 de febrero de 2006.
Adderley se retiró de la política para ejercer su labor como abogado hasta 2010.